# Twierdzenie Böhma-Jacopiniego
Twierdzenie o programie strukturalnym (ang. Structured program theorem), nazywane także Twierdzeniem Böhma-Jacopiniego (ang. Böhm–Jacopini theorem) – twierdzenie w teorii języków programowania mówiące o tym że grafy przepływu sterowania mogą obliczyć dowolną funkcję obliczalną, jeżeli kombinują podprogramy tylko na 3 sposoby:
1. Wykonanie jednego podprogramu, a następnie kolejnego podprogramu (sekwencja);
2. Wykonywanie jednego z dwóch podprogramów zgodnie z wartością wyrażenia logicznego (selekcja);
3. Wielokrotne wykonywanie podprogramu, o ile prawdziwe jest wyrażenie boolowskie (iteracja).

Pochodzenie tego twierdzenia jest zwyczajowo przypisywane publikacji z roku 1966 której autorami byli Corrado Böhm and Giuseppe Jacopini. David Harel napisał w 1980 że publikacja Böhma-Jacopiniego cieszy się powszechną popularnością, szczególnie przez zwolenników paradygmatu programowania strukturalnego.